# سدرة (كرخة)
سدرة (بالفارسية: سدره) هي منطقة سكنية تقع في إيران في قسم كرخة الريفي. يقدر عدد سكانها بـ 145 نسمة .